# رکرئو
رکرئو (به اسپانیایی: Recreo) یک منطقهٔ مسکونی در آرژانتین است که در La Paz Department واقع شده‌است. رکرئو ۱۱٬۸۴۷ نفر جمعیت دارد و ۲۲۰–۲۷۰ متر بالاتر از سطح دریا واقع شده‌است.